# Iconisma
Iconisma is een geslacht van vlinders van de familie spaandermotten (Blastobasidae).

## Soorten
- I. macrocera Walsingham, 1897
- I. rosmarinella Walsingham, 1901